# Euro Floorball Tour 2013 (Männer)
Die Euro Floorball Tour ist ein zwei Mal stattfindendes Unihockeyturnier mit den Nationalmannschaften der Schweiz, Schwedens, Finnlands und Tschechiens. Die Euro Floorball Tour 2013 der Männer wurde im April und November in Tampere bzw. Schaffhausen ausgetragen. Beide Ausgaben wurden von der Nationalmannschaft Schwedens gewonnen.

## April – Tampere
Die April-Ausgabe der Euro Floorball Tour 2013 wurde zwischen dem 26. und 28. April im finnischen Tampere ausgetragen. Als Spielort diente die Tampere Areena im Stadtzentrum.

### Spiele
| Datum      | Uhrzeit | Mannschaften          | Resultat |
| ---------- | ------- | --------------------- | -------- |
| 26.04.2013 | 17:02   | Schweden – Schweiz    | 8-4      |
| 26.04.2013 | 20:00   | Finnland – Tschechien | 6-5      |
| 27.04.2013 | 16:01   | Schweiz – Finnland    | 4-5      |
| 27.04.2013 | 19:02   | Tschechien – Schweden | 3-7      |
| 28.04.2013 | 13:02   | Schweiz – Tschechien  | 3-6      |
| 28.04.2013 | 16:01   | Finnland – Schweden   | 2-5      |

### Tabelle
| Rang | Mannschaft | Spiele | Siege | Niederlagen | T     | P |
| ---- | ---------- | ------ | ----- | ----------- | ----- | - |
| 1.   | Schweden   | 3      | 3     | 0           | 20-9  | 6 |
| 2.   | Finnland   | 3      | 2     | 1           | 13-14 | 6 |
| 3.   | Tschechien | 3      | 1     | 2           | 14-16 | 4 |
| 4.   | Schweiz    | 3      | 0     | 3           | 11-19 | 2 |

### Skorer
| Rang | Spieler                     | Mannschaft | Spiele | Tore | Assist | Punkte | Strafminuten |
| ---- | --------------------------- | ---------- | ------ | ---- | ------ | ------ | ------------ |
| 1.   | Johan Samuelsson            | Schweden   | 3      | 2    | 5      | 7      | 0            |
| 2.   | Jiri Curney                 | Tschechien | 3      | 4    | 2      | 6      | 0            |
| 3.   | Alexander Galante Carlstrom | Schweden   | 2      | 2    | 2      | 4      | 0            |
| 4.   | Patrik Malmstrom            | Schweden   | 3      | 2    | 2      | 4      | 0            |
| 5.   | Matej Jendrisak             | Tschechien | 3      | 2    | 2      | 4      | 2            |
| 6.   | Jan Natov                   | Tschechien | 3      | 1    | 3      | 4      | 6            |
| 7.   | Matthias Hofbauer           | Schweiz    | 3      | 3    | 0      | 3      | 0            |
| 8.   | Alexander Rudd              | Schweden   | 3      | 3    | 0      | 3      | 2            |
| 9.   | Lauri Kapanen               | Finnland   | 2      | 1    | 2      | 3      | 0            |
| 10.  | Mika Moilanen               | Finnland   | 3      | 1    | 2      | 3      | 0            |

### Goaliestatistiken
| Rang | Spieler          | Mannschaft | Spiele | Saves | Gegentore | %     |
| ---- | ---------------- | ---------- | ------ | ----- | --------- | ----- |
| 1.   | Viktor Klintsten | Schweden   | 3      | 30    | 6         | 83.33 |
| 2.   | Tomas Åhrberg    | Schweden   | 3      | 13    | 3         | 81.25 |
| 3.   | Tomas Kafka      | Tschechien | 3      | 37    | 9         | 80.43 |
| 4.   | Pascal Meier     | Schweiz    | 3      | 39    | 11        | 78.00 |
| 5.   | Tomi Ikonen      | Finnland   | 3      | 31    | 9         | 77.50 |
| 6.   | Martin Hitz      | Schweiz    | 3      | 16    | 8         | 66.66 |
| 7.   | Jarno Ihme       | Finnland   | 3      | 8     | 5         | 61.53 |
| 8.   | Lukas Bauer      | Tschechien | 3      | 10    | 7         | 58.82 |

## November – Schaffhausen
Die November-Ausgabe der Euro Floorball Tour 2013 wurde zwischen dem 1. und 3. November in Schaffhausen ausgetragen. Spielort war die BBC-Arena.

### Spiele
| Datum      | Uhrzeit | Mannschaften          | Resultat  |
| ---------- | ------- | --------------------- | --------- |
| 01.11.2013 | 17:02   | Tschechien – Schweden | 3-10      |
| 01.11.2013 | 20:00   | Schweiz – Finnland    | 3-7       |
| 02.11.2013 | 14:00   | Finnland – Tschechien | 6-5       |
| 02.11.2013 | 17:00   | Schweiz – Schweden    | 5-6 n. P. |
| 03.11.2013 | 11:00   | Schweden – Finnland   | 5-1       |
| 03.11.2013 | 14:00   | Schweiz – Tschechien  | 4-5 n. P. |

### Tabelle
| Rang | Mannschaft | Spiele | Siege | Niederlagen | T     | P |
| ---- | ---------- | ------ | ----- | ----------- | ----- | - |
| 1.   | Schweden   | 3      | 3     | 0           | 21-9  | 8 |
| 2.   | Finnland   | 3      | 2     | 1           | 14-13 | 6 |
| 3.   | Tschechien | 3      | 1     | 2           | 13-20 | 2 |
| 4.   | Schweiz    | 3      | 0     | 3           | 12-18 | 2 |

### Skorer
| Rang | Spieler          | Mannschaft | Spiele | Tore | Assist | Punkte | Strafminuten |
| ---- | ---------------- | ---------- | ------ | ---- | ------ | ------ | ------------ |
| 1.   | Emanuel Antener  | Schweiz    | 3      | 2    | 3      | 5      | 0            |
| 2.   | Rasmus Enstrom   | Schweden   | 3      | 1    | 4      | 5      | 2            |
| 3.   | Jami Manninen    | Finnland   | 3      | 4    | 0      | 4      | 0            |
| 4.   | Kim Nilsson      | Schweden   | 3      | 3    | 1      | 4      | 0            |
| 5.   | Lauri Kapanen    | Finnland   | 3      | 3    | 1      | 4      | 2            |
| 6.   | Joel Kanebjork   | Schweden   | 3      | 3    | 1      | 4      | 2            |
| 7.   | Jiri Curney      | Tschechien | 3      | 2    | 2      | 4      | 0            |
| 8.   | Alexander Rudd   | Schweden   | 3      | 2    | 2      | 4      | 0            |
| 9.   | Johan Samuelsson | Schweden   | 3      | 1    | 3      | 4      | 0            |
| 10.  | Michael Zurcher  | Schweiz    | 3      | 1    | 3      | 4      | 0            |

### Goaliestatistiken
| Rang | Spieler          | Mannschaft | Spiele | Gegentore |
| ---- | ---------------- | ---------- | ------ | --------- |
| 1.   | Martin Hitz      | Schweiz    | 3      | 9         |
| 2.   | Pascal Meier     | Schweiz    | 3      | 7         |
| 3.   | Jarno Ihme       | Finnland   | 3      | 8         |
| 4.   | Eero Kosonen     | Finnland   | 3      | 5         |
| 5.   | Tomas Kafka      | Tschechien | 3      | 11        |
| 6.   | Jan Barak        | Tschechien | 3      | 9         |
| 7.   | Jon Hedlund      | Schweden   | 3      | 5         |
| 8.   | Viktor Klintsten | Schweden   | 3      | 4         |